# Sampeah

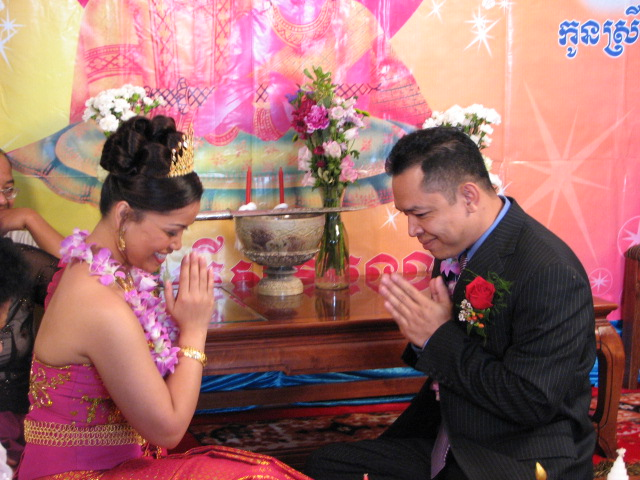
Sampeah (Saludo camboyano)

El Sampeah (en Khmer en camboyano: សំពះ) es un saludo o una forma de mostrar respeto. Es muy similar al Thai wai. Tanto el Sampeah como el Thai wai se basan en el Añjali Mudrā indio utilizado en el Námaste. Pranāma o Namaste, es la parte de la antigua cultura india que se ha propagado por el sudeste asiático, que era parte de la indosfera de la Gran India, a través de la difusión del hinduismo y el budismo de la India.
Mientras se realiza el sampeah, la persona pone sus palmas juntas en forma de oración, mientras hace una ligera reverencia. La palabra que se suele pronunciar con el sampeah cuando se saluda a alguien es ជំរាបសួរ (pronunciación en jemer: [cumriəp suə]), mientras que ជំរាបលា (pronunciación en jemer: [cumriəp liə]) se pronuncia al despedirse.
Aunque el Sampeah es una forma de saludo, también es una forma común de decir gracias o disculparse y es una parte importante de la cultura Khmer que está fuertemente influenciada por la cultura hindú/budista de la India. Hay diferentes formas de hacer una reverencia al realizar el Sampeah. Cuando se reza al Buda (que fundó el budismo en la India), la persona coloca las palmas de las manos juntas cerca de su cara y lleva las manos hacia el suelo tres veces. Al igual que el Añjali Mudrā namasté indio, también es importante cuando se hace el Sampeah a los ancianos. Cuanto más altas las manos y más bajo el arco, más respeto se muestra. Es una señal de respeto y cortesía.